# Prave uši
Prave uši (Anoplura), prije poznata kao Siphunculata, je podred ušiju s oko 500 vrsta. Žive kao paraziti na sisavcima.

## Porodice
Ovo je 15 porodica u podredu Anoplura:
- Echinophthiriidae
- Enderleinellidae
- Haematopinidae
- Hamophthiriidae
- Hoplopleuridae
- Hybothiridae
- Linognathidae
- Microthoraciidae
- Neolinognathidae
- Pecaroecidae
- Pedicinidae
- Pediculidae
- Pthiridae
- Polyplacidae
- Ratemiidae

## Vanjske poveznice
|  | Zajednički poslužitelj ima još gradiva o temi Anoplura |
|  | Wikivrste imaju podatke o taksonu pravim ušima         |